# Liste der olympischen Medaillengewinner aus Deutschland/L
- Lammers, Georg
Olympische Sommerspiele 1928, (GER): Bronzemedaille, Leichtathletik „100 Meter Männer“
Olympische Sommerspiele 1928, (GER): Silbermedaille, Leichtathletik „4-mal-100-Meter-Staffel Männer“
- Lampe, Werner

„*: Olympische Sommerspiele 1972, (FRG): Bronzemedaille, Schwimmen „200 Meter Freistil Männer““
- Olympische Sommerspiele 1972, (FRG): Silbermedaille, Schwimmen „4-mal-200-Meter-Freistilstaffel Männer“
- Landen, Ludwig
Olympische Sommerspiele 1936, (GER): Goldmedaille, Kanurennsport „K2 10.000 Meter Männer“
- Landgraf, Sigrid
Olympische Sommerspiele 1984, (FRG): Silbermedaille, Feldhockey „Frauen“
- Landsmann, Maik
Olympische Sommerspiele 1988, (GDR): Goldmedaille, Straßenradsport „Mannschaftszeitfahren Männer“
- Landvoigt, Arnold
Olympische Sommerspiele 1900, (GER): Silbermedaille, Rugby „Männer“
- Landvoigt, Bernd
Olympische Sommerspiele 1972, (GDR): Bronzemedaille, Rudern „Achter Männer“
Olympische Sommerspiele 1976, (GDR): Goldmedaille, Rudern „Zweier ohne Steuermann“
Olympische Sommerspiele 1980, (GDR): Goldmedaille, Rudern „Zweier ohne Steuermann“
- Landvoigt, Jörg
Olympische Sommerspiele 1972, (GDR): Bronzemedaille, Rudern „Achter Männer“
Olympische Sommerspiele 1976, (GDR): Goldmedaille, Rudern „Zweier ohne Steuermann“
Olympische Sommerspiele 1980, (GDR): Goldmedaille, Rudern „Zweier ohne Steuermann“
- Langbein, Martha
Olympische Sommerspiele 1960, (EAU): Silbermedaille, Leichtathletik „4-mal-100-Meter-Staffel Frauen“
- Lange, André
Olympische Winterspiele 2002, (GER): Goldmedaille, Bobsport „Viererbob Männer“
Olympische Winterspiele 2006, (GER): Goldmedaille, Bobsport „Zweierbob Männer“
Olympische Winterspiele 2006, (GER): Goldmedaille, Bobsport „Viererbob Männer“
Olympische Winterspiele 2010, (GER): Goldmedaille, Bobsport „Zweierbob Männer“
Olympische Winterspiele 2010, (GER): Silbermedaille, Bobsport „Viererbob Männer“
- Lange, Marita
Olympische Sommerspiele 1968, (GDR): Silbermedaille, Leichtathletik „Kugelstoßen Frauen“
- Lange, Paul
Olympische Sommerspiele 1960, (EAU): Goldmedaille, Kanurennsport „4-mal-500-Meter-Einerkajak Männer“
- Lange, Thomas
Olympische Sommerspiele 1988, (GDR): Goldmedaille, Rudern „Einer Männer“
Olympische Sommerspiele 1992, (GER): Goldmedaille, Rudern „Einer Männer“
Olympische Sommerspiele 1996, (GER): Bronzemedaille, Rudern „Einer Männer“
- Langehanenberg, Helen
Olympische Sommerspiele 2012, (GER): Silbermedaille, Dressurreiten „Mannschaft“
- Langen, Christoph
Olympische Winterspiele 1992, (GER): Bronzemedaille, Bobsport „Zweierbob Männer“
Olympische Winterspiele 1998, (GER): Bronzemedaille, Bobsport „Zweierbob Männer“
Olympische Winterspiele 1998, (GER): Goldmedaille, Bobsport „Viererbob Männer“
Olympische Winterspiele 2002, (GER): Goldmedaille, Bobsport „Zweierbob Männer“
- Lanig, Hanspeter
Olympische Winterspiele 1960, (EAU): Silbermedaille, Ski Alpin „Abfahrt Männer“
- Lantschner, Gustav
Olympische Winterspiele 1936, (GER): Silbermedaille, Ski Alpin „Kombination Männer“
- Laser, Christine
Olympische Sommerspiele 1976, (GDR): Silbermedaille, Leichtathletik „Fünfkampf Frauen“
- Latscha, Hans
Olympische Sommerspiele 1900, (GER): Silbermedaille, Rugby „Männer“
- Lau, Jutta
Olympische Sommerspiele 1976, (GDR): Goldmedaille, Rudern „Doppelvierer Frauen“
Olympische Sommerspiele 1980, (GDR): Goldmedaille, Rudern „Doppelvierer Frauen“
- Lauck, Reinhard
Olympische Sommerspiele 1976, (GDR): Goldmedaille, Fußball „Männer“
- Lauer, Martin
Olympische Sommerspiele 1960, (EAU): Goldmedaille, Leichtathletik „4-mal-100-Meter-Staffel Männer“
- Lathan, Christina
Olympische Sommerspiele 1980, (GDR): Bronzemedaille, Leichtathletik „400 Meter Frauen“
Olympische Sommerspiele 1980, (GDR): Silbermedaille, Leichtathletik „4-mal-400-Meter-Staffel Frauen“
- Latif, Badri
Olympische Sommerspiele 2004, (GER): Goldmedaille, Feldhockey „Frauen“
- Lätzsch Heike
Olympische Sommerspiele 1992, (GER): Silbermedaille, Feldhockey „Frauen“
Olympische Sommerspiele 2004, (GER): Goldmedaille, Feldhockey „Frauen“
- Laudehr, Simone
Olympische Sommerspiele 2008, (GER): Bronzemedaille, Fußball „Frauen“
- Lechner, Robert
Olympische Sommerspiele 1988, (FRG): Bronzemedaille, Bahnradsport „1000 Meter Einzelzeitfahren“
- Lehle, Carl
Olympische Sommerspiele 1900, (GER): Bronzemedaille, Rudern „Vierer mit Steuermann Männer“
- Lehmann, Bernhard
Olympische Winterspiele 1976, (GDR): Goldmedaille, Bobsport „Viererbob Männer“
Olympische Winterspiele 1984, (GDR): Silbermedaille, Bobsport „Viererbob Männer“
Olympische Winterspiele 1984, (GDR): Silbermedaille, Bobsport „Zweierbob Männer“
Olympische Winterspiele 1988, (GDR): Bronzemedaille, Bobsport „Zweierbob Männer“
- Lehmann, Heike
Olympische Sommerspiele 1980, (GDR): Silbermedaille, Volleyball „Frauen“
- Lehmann, Helma
Olympische Sommerspiele 1976, (GDR): Goldmedaille, Rudern „Achter Frauen“
- Lehmann, Jens
Olympische Sommerspiele 1992, (GER): Silbermedaille, Bahnradsport „4000-Meter-Einzelverfolgung Männer“
Olympische Sommerspiele 1992, (GER): Goldmedaille, Bahnradsport „4000-Meter-Mannschaftsverfolgung Männer“
Olympische Sommerspiele 2000, (GER): Silbermedaille, Bahnradsport „4000-Meter-Mannschaftsverfolgung Männer“
Olympische Sommerspiele 2000, (GER): Goldmedaille, Bahnradsport „4000-Meter-Mannschaftsverfolgung Männer“
- Lehmann, Karl-Heinz
Olympische Sommerspiele 1980, (GDR): Bronzemedaille, Judo „Leichtgewicht Männer“
- Lehmann, Sonja
Olympische Sommerspiele 2004, (GER): Goldmedaille, Feldhockey „Frauen“
- Lehnert, Jürgen
Olympische Sommerspiele 1976, (GDR): Bronzemedaille, Kanurennsport „K4 1000 Meter Männer“
- Lehnertz, Klaus
Olympische Sommerspiele 1964, (EAU): Bronzemedaille, Leichtathletik „Stabhochsprung Männer“
- Leichum, Wilhelm
Olympische Sommerspiele 1936, (GER): Bronzemedaille, Leichtathletik „4-mal-100-Meter-Staffel Männer“
- Leinweber, Walter
Olympische Winterspiele 1932, (GER): Bronzemedaille, Eishockey „Männer“
- Leitner, Patric
Olympische Winterspiele 2002, (GER): Goldmedaille, Rennrodeln „Zweisitzer Männer“
Olympische Winterspiele 2010, (GER): Bronzemedaille, Rennrodeln „Zweisitzer Männer“
- Lemke, Finn
Olympische Sommerspiele 2016, (GER): Bronzemedaille, Handball „Männer“
- Lemke, Max
Olympische Sommerspiele 2024, (GER): Goldmedaille, Kanurennsport „K2 500 Meter Männer“
Olympische Sommerspiele 2024, (GER): Goldmedaille, Kanurennsport „K4 500 Meter Männer“
- Lenk, Hans
Olympische Sommerspiele 1960, (EAU): Goldmedaille, Rudern „Achter Männer“
- Leonhardt, Carolin
Olympische Sommerspiele 2004, (GER): Goldmedaille, Kanurennsport „K4 500 Meter Frauen“
Olympische Sommerspiele 2004, (GER): Silbermedaille, Kanurennsport „K2 500 Meter Frauen“
Olympische Sommerspiele 2012, (GER): Silbermedaille, Kanurennsport „K4 500 Meter Frauen“
- Lerdon, Siegfried
Olympische Sommerspiele 1936, (GER): Bronzemedaille, Fechten „Florett Mannschaft Männer“
- Lesser, Erik
Olympische Winterspiele 2014, (GER): Silbermedaille, Biathlon „20 Kilometer Männer“
Olympische Winterspiele 2014, (GER): Silbermedaille, Biathlon „4-mal-7,5-Kilometer-Staffel Männer“
Olympische Winterspiele 2018, (GER): Bronzemedaille, Biathlon „4-mal-7,5-Kilometer-Staffel Männer“
- Lettmann, Jochen
Olympische Sommerspiele 1992, (GER): Bronzemedaille, Kanuslalom „K1 Männer“
- Leue, Eckhard
Olympische Sommerspiele 1980, (GDR): Bronzemedaille, Kanurennsport „C1 1000 Meter Männer“
- Leucht, Kurt
Olympische Sommerspiele 1928, (GER): Goldmedaille, Ringen „griechisch-römischer Stil Bantamgewicht Männer“
- Leupolz, Melanie
Olympische Sommerspiele 2016, (GER): Goldmedaille, Fußball „Frauen“
- Levy, Maximilian
Olympische Sommerspiele 2008, (GER): Bronzemedaille, Bahnradsport „Sprint Männer“
Olympische Sommerspiele 2012, (GER): Bronzemedaille, Bahnradsport „Teamsprint Bahn Männer“
Olympische Sommerspiele 2012, (GER): Silbermedaille, Bahnradsport „Keirin Männer“
- Lewe, Detlef
Olympische Sommerspiele 1968, (FRG): Silbermedaille, Kanurennsport „C1 1000 Meter Männer“
Olympische Sommerspiele 1972, (FRG): Bronzemedaille, Kanurennsport „C1 1000 Meter Männer“
- Leyhe, Stephan
Olympische Winterspiele 2018, (GER): Silbermedaille, Skispringen „Mannschaft Männer“
- Libor, Ullrich
Olympische Sommerspiele 1968, (FRG): Silbermedaille, Segeln „Flying Dutchman“
Olympische Sommerspiele 1972, (FRG): Bronzemedaille, Segeln „Flying Dutchman“
- Liebers, Matthias
Olympische Sommerspiele 1980, (GDR): Silbermedaille, Fußball „Männer“
- Liebing, Otto
Olympische Sommerspiele 1912, (GER): Bronzemedaille, Rudern „Achter Männer“
- Liebscher-Lucz, Tom
Olympische Sommerspiele 2016, (GER): Goldmedaille, Kanurennsport „K4 1000 Meter Männer“ als Tom Liebscher
Olympische Sommerspiele 2020, (GER): Goldmedaille, Kanurennsport „K4 500 Meter Männer“ als Tom Liebscher
Olympische Sommerspiele 2024, (GER): Goldmedaille, Kanurennsport „K4 500 Meter Männer“
- Lier, Julia
Olympische Sommerspiele 2016, (GER): Goldmedaille, Rudern „Doppelvierer Frauen“
- Liesche, Hans
Olympische Sommerspiele 1912, (GER): Silbermedaille, Leichtathletik „Hochsprung Männer“
- Lietz-Weiermann, Andrea
Olympische Sommerspiele 1984, (FRG): Silbermedaille, Feldhockey „Frauen“
- Ligges, Fritz
Olympische Sommerspiele 1964, (EAU): Bronzemedaille, Vielseitigkeitsreiten „Einzel“
Olympische Sommerspiele 1964, (EAU): Bronzemedaille, Vielseitigkeitsreiten „Mannschaft“
Olympische Sommerspiele 1972, (FRG): Goldmedaille, Springreiten „Mannschaft“
Olympische Sommerspiele 1984, (FRG): Bronzemedaille, Springreiten „Mannschaft“
- Lilik, Elena
Olympische Sommerspiele 2024, (GER): Silbermedaille, Kanuslalom „C1 Frauen“
- Lind, Ulrich
Olympische Sommerspiele 1976, (FRG): Silbermedaille, Schießen „Kleinkaliber liegend Männer“
- Lindemann, Laura
Olympische Sommerspiele 2024, (GER): Goldmedaille, Triathlon „Staffel Mixed“
- Linder, Sarai
Olympische Sommerspiele 2024, (GER): Bronzemedaille, Fußball „Frauen“
- Lindner, Dieter
Olympische Sommerspiele 1964, (EAU): Silbermedaille, Leichtathletik „20 Kilometer Gehen“
- Lindner, Dörte
Olympische Sommerspiele 2000, (GER): Bronzemedaille, Wasserspringen „3 Meter Frauen“
- Lindner, Helga
Olympische Sommerspiele 1968, (GDR): Silbermedaille, Schwimmen „200 Meter Schmetterling Frauen“
- Lingnau, Corinna
Olympische Sommerspiele 1984, (FRG): Silbermedaille, Feldhockey „Frauen“
- Lingor, Renate
Olympische Sommerspiele 2000, (GER): Bronzemedaille, Fußball „Frauen“
Olympische Sommerspiele 2004, (GER): Bronzemedaille, Fußball „Frauen“
Olympische Sommerspiele 2008, (GER): Bronzemedaille, Fußball „Frauen“
- Link, Karl
Olympische Sommerspiele 1964, (EAU): Goldmedaille, Bahnradsport „4000-Meter-Mannschaftsverfolgung Männer“
Olympische Sommerspiele 1968, (FRG): Silbermedaille, Bahnradsport „4000-Meter-Mannschaftsverfolgung Männer“
- Linkenbach, Hermann
Olympische Sommerspiele 1928, (GER): Goldmedaille, Dressurreiten „Mannschaft“
- Linse, Cornelia
Olympische Sommerspiele 1980, (GDR): Silbermedaille, Rudern „Doppelzweier Frauen“
- Linsenhoff, Ann Kathrin
Olympische Sommerspiele 1988, (FRG): Goldmedaille, Dressurreiten „Mannschaft Mixed“
- Linsenhoff, Liselott
Olympische Sommerspiele 1956, (EAU): Bronzemedaille, Dressurreiten „Einzel“
Olympische Sommerspiele 1956, (EAU): Silbermedaille, Dressurreiten „Mannschaft“
Olympische Sommerspiele 1968, (FRG): Goldmedaille, Dressurreiten  „Mannschaft“
Olympische Sommerspiele 1972, (FRG): Goldmedaille, Dressurreiten „Einzel“
Olympische Sommerspiele 1972, (FRG): Silbermedaille, Dressurreiten „Mannschaft“
- Lippert, Rudolf
Olympische Sommerspiele 1936, (GÈR): Goldmedaille, Vielseitigkeitsreiten „Mannschaft Männer“
- Lippoldt, Werner
Olympische Sommerspiele 1972, (GDR): Bronzemedaille, Schießen „Kleinkaliber Dreistellungskampf“
- Lisiewicz, Klaus
Olympische Sommerspiele 1964, (EAU): Bronzemedaille, Fußball „Männer“
- Litz, Jürgen
Olympische Sommerspiele 1960, (EAU): Goldmedaille, Rudern „Vierer mit Steuermann“
- Loch, Felix
Olympische Winterspiele 2010, (GER): Goldmedaille, Rennrodeln „Einsitzer Männer“
Olympische Winterspiele 2014, (GER): Goldmedaille, Rennrodeln „Einsitzer Männer“
Olympische Winterspiele 2014, (GER): Goldmedaille, Rennrodeln „Teamstaffel“
- Lochner, Rudi
Olympische Winterspiele 1992, (GER): Silbermedaille, Bobsport „Zweierbob Männer“
- Lodziewski, Sven
Olympische Sommerspiele 1988, (GDR): Silbermedaille, Schwimmen „4-mal-200-Meter-Freistilstaffel Männer“
- Loebb, Thomas
Olympische Sommerspiele 1984, (FRG): Bronzemedaille, Wasserball „Männer“
- Loeckle, Werner
Olympische Sommerspiele 1936, (GER): Bronzemedaille, Rudern „Achter Männer“
- Lohmann, Sydney
Olympische Sommerspiele 2024, (GER): Bronzemedaille, Fußball „Frauen“
- Löffler, Horst
Olympische Sommerspiele 1964, (EAU): Silbermedaille, Schwimmen „4-mal-100-Meter-Freistilstaffel Männer“
- Lohmar, Leni
Olympische Sommerspiele 1936, (GER): Silbermedaille, Schwimmen „4-mal-100-Meter-Freistilstaffel Frauen“
- Loll, Sven
Olympische Sommerspiele 1988, (GDR): Silbermedaille, Judo „Leichtgewicht“
- Lölling, Jacqueline
Olympische Winterspiele 2018, (GER): Silbermedaille, Skeleton „Frauen“
- Long, Ludwig
Olympische Sommerspiele 1936, (GER): Silbermedaille, Leichtathletik „Weitsprung Männer“
- Lorenz, Carl
Olympische Sommerspiele 1936, (GER): Goldmedaille, Bahnradsport „Tandem Männer“
- Lorenz, Dietmar
Olympische Sommerspiele 1980, (GDR): Bronzemedaille, Judo „Halbschwergewicht Männer“
Olympische Sommerspiele 1980, (GDR): Goldmedaille, Judo „Offene Klasse Männer“
- Lorenz, Nike
Olympische Sommerspiele 2016, (GER): Bronzemedaille, Feldhockey „Frauen“
- Lorenz, Wilfried
Olympische Sommerspiele 1964, (EAU): Silbermedaille, Segeln „Drachen-Klasse“
- Lörke, Günter
Olympische Sommerspiele 1960, (EAU): Silbermedaille, Straßenradsport „Mannschaftsfahren Männer“
- Losch, Claudia
Olympische Sommerspiele 1984, (FRG): Goldmedaille, Leichtathletik „Kugelstoßen Frauen“
- Losch, Helmut
Olympische Sommerspiele 1976, (GDR): Bronzemedaille, Gewichtheben „Superschwergewicht Männer“
- Lotz, Ingrid
Olympische Sommerspiele 1964, (EAU): Silbermedaille, Leichtathletik „Diskuswurf Frauen“
- Löwe, Gabriele
Olympische Sommerspiele 1980, (GDR): Silbermedaille, Leichtathletik „4-mal-400-Meter-Staffel Frauen“
- Löwe, Wolfgang
Olympische Sommerspiele 1972, (GDR): Silbermedaille, Volleyball „Männer“
- Löwe, Wolfram
Olympische Sommerspiele 1976, (GDR): Goldmedaille, Fußball „Männer“
- Luber, Hans
Olympische Sommerspiele 1912, (GER): Silbermedaille, Wasserspringen „1 und 3-Meter Männer“
- Lübke, Ralf
Olympische Sommerspiele 1988, (FRG): Bronzemedaille, Leichtathletik „4-mal-400-Meter-Staffel Männer“
- Luck, Frank
Olympische Winterspiele 1994, (GER): Silbermedaille, Biathlon „20 Kilometer Einzelrennen Männer“
Olympische Winterspiele 1994, (GER): Goldmedaille, Biathlon „4-mal-7,5-Kilometer-Staffel Männer“
Olympische Winterspiele 1998, (GER): Goldmedaille, Biathlon „4-mal-7,5-Kilometer-Staffel Männer“
Olympische Winterspiele 2002, (GER): Silbermedaille, Biathlon „20 Kilometer Einzelrennen Männer“
Olympische Winterspiele 2002, (GER): Silbermedaille, Biathlon „4-mal-7,5-Kilometer-Staffel Männer“
- Luck, Karl-Heinz
Olympische Winterspiele 1972, (GDR): Bronzemedaille, Nordische Kombination „Einzel Männer“
- Lück, Hans-Joachim
Olympische Sommerspiele 1976, (GDR): Goldmedaille, Rudern „Achter Männer“
- Lucke, Jörg
Olympische Sommerspiele 1968, (GDR): Goldmedaille, Rudern „Zweier ohne Steuermann“
Olympische Sommerspiele 1972, (GDR): Goldmedaille, Rudern „Zweier mit Steuermann“
- Lückenkemper, Gina
Olympische Sommerspiele 2024, (GER): Bronzemedaille, Leichtathletik „4-mal-100-Meter-Staffel Frauen“
- Lücker, Alfred
Olympische Sommerspiele 1956, (EAU): Bronzemedaille, Feldhockey „Männer“
- Luding-Rothenburger, Christa
Olympische Winterspiele 1984, (GDR): Goldmedaille, Eisschnelllauf „500 Meter Frauen“
Olympische Winterspiele 1988, (GDR): Goldmedaille, Eisschnelllauf „1000 Meter Frauen“
Olympische Winterspiele 1988, (GDR): Silbermedaille, Eisschnelllauf „500 Meter Frauen“
Olympische Sommerspiele 1988, (GDR): Silbermedaille, Bahnradsport „Sprint Frauen“
Olympische Winterspiele 1992, (GER): Bronzemedaille, Eisschnelllauf „500 Meter Frauen“
- Ludwig, Erich
Olympische Sommerspiele 1900, (GER): Silbermedaille, Rugby „Männer“
- Ludwig, Johannes
Olympische Winterspiele 2018, (GER): Bronzemedaille, Rennrodeln „Einsitzer Männer“
Olympische Winterspiele 2018, (GER): Goldmedaille, Rennrodeln „Teamstaffel“
Olympische Winterspiele 2022, (GER): Goldmedaille, Rennrodeln „Einsitzer Männer“
- Ludwig, Klaus-Dieter
Olympische Sommerspiele 1972, (GDR): Silbermedaille, Rudern „Vierer mit Steuermann Männer“
Olympische Sommerspiele 1980, (GDR): Goldmedaille, Rudern „Achter Männer“
- Ludwig, Laura
Olympische Sommerspiele 2016, (GER): Goldmedaille, Beachvolleyball „Frauen“
- Ludwig, Max
Olympische Winterspiele 1932, (GER): Bronzemedaille, Bobsport „Viererbob Männer“
- Ludwig, Moritz
Olympische Sommerspiele 2024, (GER): Silbermedaille, Feldhockey „Männer“
- Ludwig, Olaf
Olympische Sommerspiele 1980, (GDR): Silbermedaille, Straßenradsport „Mannschaftszeitfahren Männer“
Olympische Sommerspiele 1988, (GDR): Goldmedaille, Straßenradsport „Straßenrennen Männer“
- Ludwig, Richard
Olympische Sommerspiele 1900, (GER): Silbermedaille, Rugby „Männer“
- Lueg, Werner
Olympische Sommerspiele 1952, (GER): Bronzemedaille, Leichtathletik „1500 Meter Männer“
- Lührs, Lasse
Olympische Sommerspiele 2024, (GER): Goldmedaille, Triathlon „Staffel Mixed“
- Lunka, Zoltan
Olympische Sommerspiele 1996, (GER): Bronzemedaille, Boxen „Fliegengewicht Männer“
- Lurz, Dagmar
Olympische Winterspiele 1980, (FRG): Bronzemedaille, Eiskunstlauf „Frauen“
- Lurz, Thomas
Olympische Sommerspiele 2008, (GER): Bronzemedaille, Schwimmen „10 Kilometer Freistil Männer“
Olympische Sommerspiele 2012, (GER): Silbermedaille, Schwimmen „10 Kilometer Freistil Männer“
- Lusch, Christian
Olympische Sommerspiele 2004, (GER): Silbermedaille, Schießen „Kleinkaliber liegend 50 Meter Männer“
- Luther, Peter
Olympische Sommerspiele 1984, (FRG): Bronzemedaille, Springreiten „Mannschaft“
- Lütke-Westhues, Alfons
Olympische Sommerspiele 1956, (EAU): Goldmedaille, Springreiten „Mannschaft“
- Lütke-Westhues, August
Olympische Sommerspiele 1956, (EAU): Silbermedaille, Vielseitigkeitsreiten „Einzel“
Olympische Sommerspiele 1956, (EAU): Silbermedaille, Vielseitigkeitsreiten „Mannschaft“
- Lüttge, Johanna
Olympische Sommerspiele 1960, (EAU): Silbermedaille, Leichtathletik „Kugelstoßen Frauen“
- Lutz, Hans
Olympische Sommerspiele 1972, (FRG): Bronzemedaille, Bahnradsport „4000-Meter-Einzelverfolgung Männer“
Olympische Sommerspiele 1976, (FRG): Goldmedaille, Bahnradsport „4000-Meter-Mannschaftsverfolgung Männer“
- Lutz, Tina
Olympische Sommerspiele 2020, (GER): Silbermedaille, Segeln „49er FX Frauen“
- Lutze, Manuela
Olympische Sommerspiele 2000, (GER): Goldmedaille, Rudern„Doppelvierer Frauen“
Olympische Sommerspiele 2004, (GER): Goldmedaille, Rudern „Doppelvierer Frauen“
Olympische Sommerspiele 2008, (GER): Bronzemedaille, Rudern „Doppelvierer Frauen“
- Lützow, Wilhelm
Olympische Sommerspiele 1912, (GER): Silbermedaille, Schwimmen „200 Meter Brust Männer“
- Lux, Amelie
Olympische Sommerspiele 2000, (GER): Silbermedaille, Segeln „Mistral (Windsurfen)“
- Lyhs, Günter
Olympische Sommerspiele 1964, (EAU): Bronzemedaille, Turnen „Zwölfkampf Mannschaft Männer“